# 다누마 오키나리
다누마 오키나리(일본어: 田沼意斉, 1855년 7월 ~ 몰년 미상)는 가즈사 고쿠보 번 제2대 번주를 지냈다. 사가라 번 다누마가(相良藩田沼家) 제9대 당주. 친부는 이와쓰키 번주 오오카 다다유키이며 그의 5남으로 태어났다. 고쿠보 번 선대 번주 다누마 오키타카가 후사없이 사망하자 그의 양자가 되어 다누마가의 가독을 이었고 고쿠보 번지사로 취임하였다.
| 전임 다누마 오키타카 | 제2대 고쿠보 번 번주 (다누마가) 1870년 ~ 1871년 | 후임 폐번치현 |